# Dimbokro
Dimbokro é uma cidade no centro-sul da Costa do Marfim, sede do distrito de N'zi-Comoé, se encontra a 240 quilômetros ao norte da capital econômica Abidjan e a 80 km ao sudeste da capital política Yamoussoukro, ao longo do rio N'Zi, na zona de influencia da realeza Baúles.

## Geografia
Dimbokro é o departamento da capital (e única cidade) que leva seu nome e a prefeitura da região de N'zi. O departamento também possui 73 áreas rurais e abrange 1.601,3 km².

## História

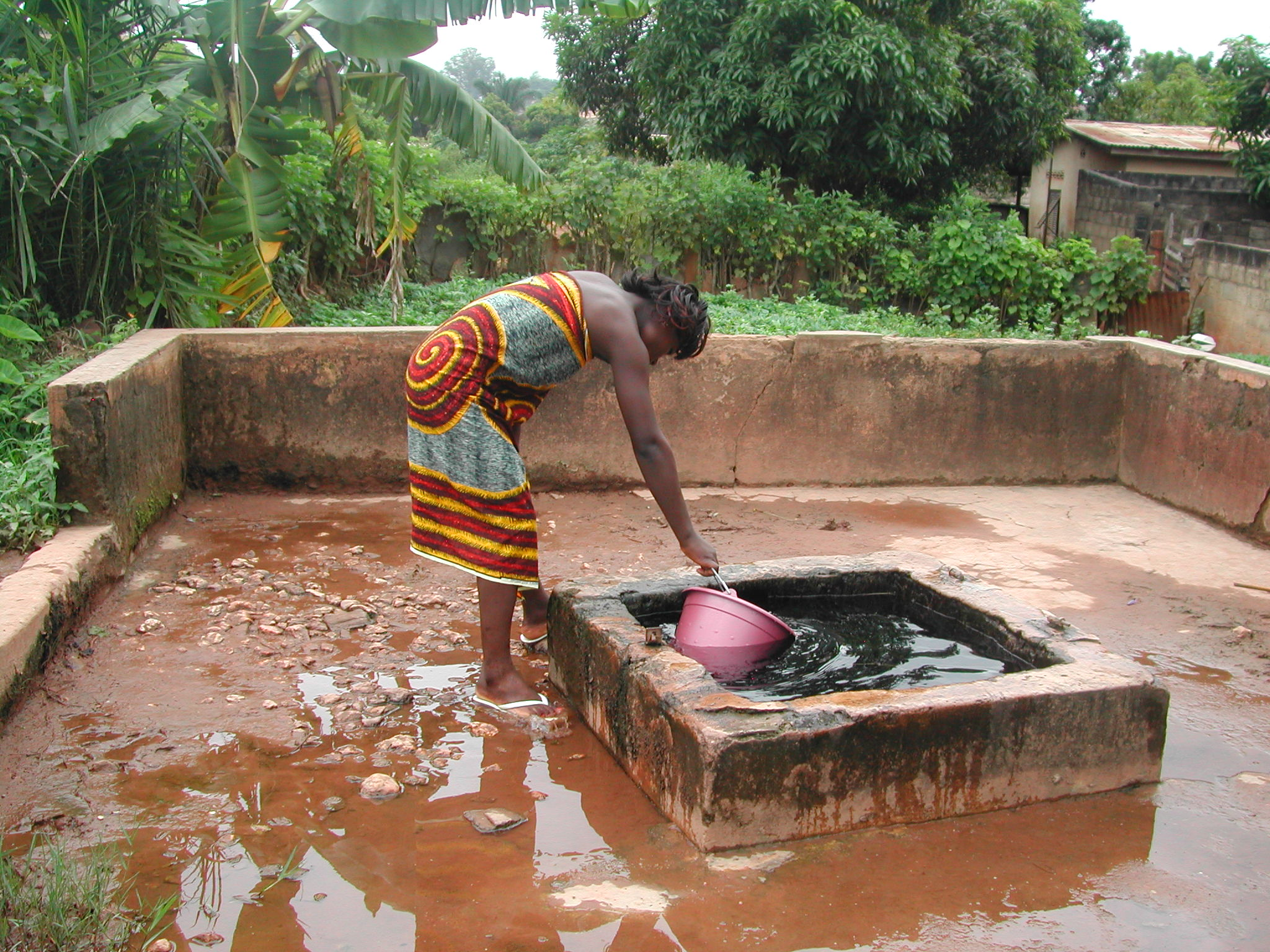
Pozos coniales de Pango

30 de janeiro de 1950: em resposta a uma greve de compras de produtos importados e à proteção de taxas legais pagas aos produtores africanos de café e cacau, além de várias manifestações exigindo a libertação de muitos líderes do Partido Democrata da Costa do Marfim (após incidentes entre o reagrupamento democrático africano e o partido criado e apoiado pela "opressão colonial"), e sob o pretexto de defender a liberdade comercial, os administradores coloniais envolvem o exército Bouaflé em 21 de janeiro (3 morto), Dimbokro em 30 de janeiro (14 mortos, 50 feridos) em Séguéla, 2 de fevereiro (3 mortes) e tente, em 27 de janeiro, parar Félix Houphouët-Boigny. Em Dimbokro, o comandante do Cercle jogou fogo na multidão que se manifestava em frente à sua residência. Aparentemente, fora da polícia, civis europeus foram mortos. As reuniões de reagrupamento democrático africano são posteriormente banidas pela França.